# Asylgade (København)
 For alternative betydninger, se Asylgade. (Se også artikler, som begynder med Asylgade)
Asylgade er en lille gade i Indre By i København, der løber mellem Vingårdstræde i nord og Laksegade i syd.
Gaden hed oprindeligt Nellikegade. I 1859 fik den sit nuværende efter Københavns første asyl for udearbejdende mødre, der lå i nr. 11 fra 1835. I 1937 flyttede det til Adelgade.

## Bygninger og beboere
Hjørnebygningen Asylgade 2 / Vingårdstræde 9 blev opført for skibsbygmester Lars Larsen i 1797. Asylgade 7 / Laksegade 8-10 blev opført for Landmandsbanken efter tegninger af Bernhard Ingemann i 1914-1916.
Hjørnebygningen Asylgade 8 / Dybensgade 1 blev opført af murermester Johan Diderich Backhausen (1771-1850) i 1796. Ved siden af den står en fireetagers firefags bygning. I Asylgade 1-3 ved hjørnet af Vingårdsstræde ligger der et parkeringshus, der blev opført efter tegninger af Tyge Holm & Flemming Grut i 1969.